# Мой мальчик (телесериал)
«Мой ма́льчик» (англ. About a Boy) — американский телевизионный ситком, созданный Джейсоном Катимсом. Премьера состоялась в межсезонье на телеканале NBC. Телесериал является второй адаптацией одноимённого романа 1998 года, написанного Ником Хорнби. Первой экранизацией считается одноимённый фильм 2002 года.
10 января 2014 года NBC объявил, что премьера сериала состоится после окончания трансляции Зимних Олимпийских игр 2014 и займёт слот в 22:30. После окончания трансляции телепроекта «Голос», с 4 марта 2014 года, сериал переехал на свой постоянный таймслот — четверг 21:00. 9 мая 2014 года канал продлил сериал на второй сезон. 8 мая 2015 года канал закрыл сериал.

## Синопсис
Успешный композитор и прославленный холостяк Уилл Фримэн живёт своей беззаботной жизнью ребёнка. Но вся его безмятежная жизнь меняется, когда мать-одиночка Фиона и её одиннадцатилетний сын Маркус становятся его соседями.

## Актёры и персонажи

### Основной состав
- Дэвид Уолтон в роли Уилла Фримэна, успешного композитора, живущего без финансовых проблем в мире свободной любви. Он одинок, холост, безработен и он обожает это.
- Минни Драйвер в роли Фионы Бова, одинокой матери. Она вегетарианка. Строго воспитывает своего сына Маркуса и заботится о своих цветах. Она разведена.
- Бенджамин Стокхэм в роли Маркуса Бова, одиннадцатилетнего мальчика, который очень близок со своей мамой, так как она одна его вырастила. Он не самый популярный ученик в школе. После того как они с мамой переехали, Маркус знакомится с их новым соседом Уиллом, и они становятся лучшими друзьями.
- Аль Мадригал в роли Энди, лучшего друга Уилла. У Энди трое детей. Он считает, что воспитание ребёнка является величайшей миссией человека, которую можно только представить. Он является более ответственным, чем Уилл, так как у него есть дети, о которых он заботится.

### Второстепенный состав
- Энни Мумоло в роли Лори
- Лесли Бибб в роли Дакоты
- Эдрианн Палики в роли доктора Саманы Лайк
- Изабела Видович в роли Шей Гарсии-Миллер
- Уилл Сассо в роли Луи
- Кит Пауэлл в роли Ричарда
- Дусан Браун в роли Джексона
- Дэкс Шепард в роли Кросби
- Зак Креггер в роли ТиДжея
- Рейчал Брейтэг в роли Шасты
- Андреа Андерс в роли Джуанн

## Эпизоды
| Сезон | Сезон | Эпизоды | Оригинальная дата показа | Оригинальная дата показа |
| Сезон | Сезон | Эпизоды | Премьера сезона          | Финал сезона             |
| ----- | ----- | ------- | ------------------------ | ------------------------ |
|       | 1     | 13      | 22 февраля 2014          | 13 мая 2014              |
|       | 2     | 20      | 14 октября 2014          | 20 июля 2015             |

### Сезон 1 (2014)
| № общий | № в сезоне | Название                 | Режиссёр         | Автор сценария            | Дата премьеры   | Зрители в США (млн) |
| ------- | ---------- | ------------------------ | ---------------- | ------------------------- | --------------- | ------------------- |
| 1       | 1          | «Pilot»                  | Джон Фавро       | Джейсон Катимс            | 22 февраля 2014 | 8.26                |
| 2       | 2          | «About Total Exuberance» | Тодд Холлэнд     | Джейсон Катимс            | 4 марта 2014    | 8.36                |
| 3       | 3          | «About a Godfather»      | Майк Уивер       | Дэвид М. Израил           | 11 марта 2014   | 7.48                |
| 4       | 4          | «About a Girl»           | Кен Уиттингем    | Марк Кунерт               | 18 марта 2014   | 7.61                |
| 5       | 5          | «About a Plumber»        | Майк Уивер       | Сара Уотсон               | 25 марта 2014   | 7.41                |
| 6       | 6          | «About a Bublé»          | Адам Дэвидсон    | Кара ДиПаоло              | 1 апреля 2014   | 7.17                |
| 7       | 7          | «About a Poker Night»    | Адам Дэвидсон    | Коллин МакГиннесс         | 8 апреля 2014   | 6.87                |
| 8       | 8          | «About a Slopmaster»     | Джеффри Мэлман   | Кэрри Кемпер              | 15 апреля 2014  | 6.99                |
| 9       | 9          | «About a Kiss»           | Эрик Аппель      | Мэтт Уолперт и Бен Недиви | 22 апреля 2014  | 6.86                |
| 10      | 10         | «About a Boy's Dad»      | Венди Станцлер   | Сара Уотсон               | 29 апреля 2014  | 6.25                |
| 11      | 11         | «About a Birthday Party» | Майк Уивер       | Дэвид М. Израил           | 6 мая 2014      | 6.04                |
| 12      | 12         | «About a Hammer»         | Дилан К. Массин  | Марк Кунерт               | 13 мая 2014     | 6.42                |
| 13      | 13         | «About a Rib Chute»      | Лоуренс Триллинг | Джейсон Катимс            | 13 мая 2014     | 5.68                |

### Сезон 2 (2014—2015)
| № общий | № в сезоне | Название                     | Режиссёр               | Автор сценария                  | Дата премьеры   | Зрители в США (млн) |
| ------- | ---------- | ---------------------------- | ---------------------- | ------------------------------- | --------------- | ------------------- |
| 14      | 1          | «About a Vasectomy»          | Адам Дэвидсон          | Джейсон Катимс                  | 14 октября 2014 | 5.83                |
| 15      | 2          | «About a House for Sale»     | Майкл Уивер            | Дилан К. Массин                 | 21 октября 2014 | 4.63                |
| 16      | 3          | «About a Will-O-Ween»        | Адам Дэвидсон          | Марк Кунерт                     | 28 октября 2014 | 4.11                |
| 17      | 4          | «About a Bad Girl»           | Майкл Уивер            | Джулия Броунвелл                | 4 ноября 2014   | 3.52                |
| 18      | 5          | «About an Angry Ex»          | Дилан К. Массин        | Энни Уайзман                    | 18 ноября 2014  | 4.21                |
| 19      | 6          | «About a Balcony»            | Патрик Норрис          | Исаак Аптакер и Элизабет Бергер | 25 ноября 2014  | 3.05                |
| 20      | 7          | «About a Duck»               | Майкл Уивер            | Ханна Фридман                   | 2 декабря 2014  | 4.21                |
| 21      | 8          | «About a Christmas Carol»    | Дэкс Шепард            | Джейсон Катимс                  | 9 декабря 2014  | 3.68                |
| 22      | 9          | «About a Manniversary»       | Джей Карас             | Джулия Броунвелл                | 6 января 2015   | 2.69                |
| 23      | 10         | «About a Boy Becoming a Man» | Бетани Руни            | Энни Уайзман                    | 13 января 2015  | 2.79                |
| 24      | 11         | «About a Hook»               | Линда Мендоса          | Дэвид М. Израил                 | 27 января 2015  | 2.80                |
| 25      | 12         | «About a Prostitute»         | Дэйзи фон Шерлер Майер | Марк Кунерт                     | 3 февраля 2015  | 2.86                |
| 26      | 13         | «About a Cat Party»          | Дилан К. Массин        | Джулия Броунвелл                | 10 февраля 2015 | 2.70                |
| 27      | 14         | «About a Boyfriend»          | Кен Уиттингем          | Исаак Аптакер и Элизабет Бергер | 17 февраля 2015 | 2.41                |
| 28      | 15         | «About a Trunk»              | Венди Станцлер         | Энни Уайзман                    | N/A             | N/A                 |
| 29      | 16         | «About a Memory Hole»        | Майкл Уивер            | Марк Кунерт                     | N/A             | N/A                 |
| 30      | 17         | «About a Babymoon»           | Дилан К. Массин        | Аарон Броунштейн и Саймон Ганц  | N/A             | N/A                 |
| 31      | 18         | «About Another Boy»          | Майкл Уивер            | Исаак Аптакер и Элизабет Бергер | N/A             | N/A                 |
| 32      | 19         | «About a Self Defense»       | Джаффар Махмуд         | Энни Уайзман                    | N/A             | N/A                 |
| 33      | 20         | «About a Love in the Air»    | Патрик Норрис          | Джейсон Катимс                  | N/A             | N/A                 |